# Giacomo Ilario
Giacomo Ilario, al secolo Manuel Barbal Cosán, (Enviny, 2 gennaio 1889 – Tarragona, 18 gennaio 1937), è stato un religioso spagnolo.
Fucilato dai repubblicani durante la guerra civile spagnola, venne canonizzato come martire da papa Giovanni Paolo II.

## Biografia
Educato in una famiglia molto religiosa, a diciotto anni entrò a far parte della congregazione dei Lasalliani. Si dedicò all'insegnamento del latino presso i novizi ma, nonostante le ottime qualità dimostrate, fu costretto, a causa di crescenti problemi all'udito, ad abbandonare gradualmente l'insegnamento, dedicandosi successivamente alla cura dell'orto della comunità di San José, in Tarragona.
Nel 1936, mentre si stava recando a Enviny per trovare i familiari, fu arrestato dai miliziani per il fatto di essere un religioso. In un primo tempo fu affidato in libertà vigilata a una famiglia, poi fu incarcerato a Lérida e infine fu internato a Tarragona sulla nave-prigione «Mahon». Nonostante l'avvocato della difesa gli avesse suggerito di qualificarsi come giardiniere, egli dichiarò invece di appartenere ai «Fratelli delle Scuole Cristiane», e per questo fu condannato a morte.
Soltanto due giorni dopo la sentenza, per evitare un possibile indulto, che arrivò a esecuzione avvenuta, fu portato davanti a un plotone di esecuzione. Due volte i militari aprirono il fuoco, ma le scariche lo lasciarono illeso, provocando la fuga dei miliziani spaventati. Alla fine il comandante del plotone lo uccise sparandogli a una tempia. 

## Culto
Beatificato da Giovanni Paolo II il 29 aprile 1990, è stato canonizzato il 21 novembre 1999. La Chiesa cattolica lo ricorda il 28 luglio.